# Joe Lewis
Joe Lewis (Knightdale, 7 marzo 1944 – Coatesville, 31 agosto 2012) è stato un artista marziale statunitense.
Lottatore di kickboxing e di Point Karate, ha dominato il ring negli anni '60 e '70. È stato votato due volte consecutivamente come "il più grande combattente di karate"  e ha conseguito numerosi titoli, tra cui "Campione dei Pesi Massimi di Kickboxing degli Stati Uniti", "Campione del Mondo di Karate" nella categoria Pesi Massimi , e "Campione Nazionale Cinture Nere di Kata degli Stati Uniti".

## Carriera
Nativo della Carolina del Nord, nel 1962 si arruolò nel Corpo dei Marine degli Stati Uniti, prestando servizio come soldato presso la base di Cherry Point, dove partecipò a diverse attività militari e addestramenti.
Conquistò la cintura nera in soli sette mesi, mentre svolgeva il servizio militare. Studiò il Shorin-ryu Karate con Eizo Shimabukuro , John Korab , Chinsaku Kinjo  e Seiyu Oyata  a Okinawa, oltre che con il fondatore del Jeet Kune Do, Bruce Lee.

### Karate
Nel 1966, dopo soli 22 mesi di allenamento, Joe Lewis vinse il primo torneo a cui partecipò: l'U.S. National, promosso da Jhoon Rhee . Sconfisse sette avversari prima di battere Thomas Carroll  con un punteggio di 2-0. Lewis fu campione dell'U.S. National dal 1966 al 1969. Al Campionato Nationals di Washington del 1967, si aggiudicò il titolo, sconfiggendo Frank Hargrove, con un punteggio finale di 3-2. In precedenza, aveva già sconfitto Hargrove a New York City, al Torneo di Karate di Enrico Cho , ma durante quel periodo fu sconfitto da Chuck Norris e da Allen Steen .
Nel 1967, Lewis sconfisse Weiland Norris , fratello dell'attore Chuck Norris, oltre a Steve LaBounty , Frank Knoll  e nuovamente Frank Hargrove (quest'ultimo per la terza volta).
Nel febbraio del 1968, insieme ad altri cinque combattenti (Bob Wall , Capitano Mullins , J. la Pat Burleson , David Moon  e Fred Wren ), partecipò al primo Campionato del Mondo di Karate Professionistico (WPKC), promosso da Jim Harrison . Questo evento rappresentò il primo torneo "professionistico" nella storia del karate e si svolse nel dojo di Jim Harrison a Kansas City (Kansas). Le regole permisero il "contatto pesante", Lewis vinse il torneo, ricevendo come compenso solo un dollaro, diventando ufficialmente il primo campione professionista nella storia del karate.
Nell'agosto 1968, fu sconfitto da Victor Moore  al secondo torneo professionistico di karate della storia, "I Campionati del Karate dell'Emisfero del Mondo", che si tenne a San Antonio, Texas, promosso da Robert Trias  e Atlee Chittim  . Victor Moore e Joe Lewis si sono aggiudicati il primo premio del campionato, che ammontava a 100.000 dollari. Nello stesso anno, Lewis sconfisse Luigi Delgado, il quale aveva battuto Chuck Norris l'anno precedente.
Il 24 novembre 1968, al Waldorf Astoria Hotel di New York City, Lewis vinse i Campionati Mondiali Professionistici di Karate sconfiggendo Aaron Banche e Victor Moore per il Titolo Mondiale dei Pesi Massimi. Il primo premio per la vittoria del titolo ammontò a 600 dollari.

### Kickboxing e Full Contact Karate
Nel 1969, il promotore Lee Faulkner  contattò Joe Lewis per invitarlo a partecipare ai suoi imminenti Campionati di Karate degli Stati Uniti. Sebbene Lewis si fosse già ritirato dai point karate , accettò di combattere a condizione che Faulkner organizzasse un incontro di Full Contact, in cui lui e un avversario si sarebbero affrontati fino al knockout. Faulkner accettò la proposta. Quando Lewis e Greg Baines  entrarono sul ring, l'annunciatore li presentò come kickboxers. Quella sera, il 17 gennaio 1970, Joe Lewis conquistò il titolo dei Pesi Massimi degli Stati Uniti nel primo campionato di kickboxing, vincendo per knockout al secondo round contro Greg Baines .
Nel 1970, Lewis perse ancora con John Natividad  nel Campionato All-Star Team a Long Beach, California. Tuttavia, al Battle of Atlanta, promosso da Joe Corley, Joe Lewis sconfisse Mitchell Bobrow  in un match combattuto proveniente da una vittoria per il campionato dei pesi massimi, e Joe Hayes per il Grand Championship.
John Corcoran, autore di “Martial Arts: History, Traditions, People” (1983), scrisse che dall’inizio di 1971 l’interesse in kickboxing ebbe un calo repentino, con promotori incapaci di attirare la folla agli eventi di kickboxing. Lewis si ritirò da imbattuto Campione dei Pesi Massimi di Kickboxing degli Stati Uniti nel 1971. Il suo record come Campione dei Pesi Massimi era un perfetto 10-0 con 10 KO.
Il 14 settembre 1974, su ABC's Wide World of Entertainment , il promotore Mike Anderson presentò il Full Contact Karate. Nel regolamento da competizione del Full Contact si colpisce sia di pugno che di calcio, combattendo sino al K.O.. Nel 1974, Lewis nel nuovo sport Full Contact Karate mandò knockout il suo unico avversario Frank Brodar con un calcio circolare a Los Angeles, California vincendo così il titolo di Campione del Mondo dei pesi massimi di Full Contact per la Professional Karate Association (PKA).
In un combattimento di ritorno del 1975, nelle Hawaii, Lewis perse al 3º round su decisione di Teddy Limoz, mentre nel mese di settembre perse al 7º round su forfait di Ross Scott sofferente ad un spalla slogata.  Lewis fu spodestato del titolo di Campione del Mondo dei Pesi Massimi dalla PKA dopo una disputa sul contratto. Lewis continuò la carriera nella recitazione come protagonista nei film Jaguar Lives nel 1978 e Force Five nel 1981.

### Cinema
Bruce Lee aveva scelto Joe Lewis per interpretare il ruolo di Colt nel film L'urlo di Chen terrorizza anche l'Occidente (1972), parte che venne poi affidata a Chuck Norris. Nel 1979 Lewis interpretò il ruolo di protagonista nel film d'azione intitolato Nel mirino del giaguaro.